# Anna Wijk
Anna Wijk (* 20. Juni 1991) ist eine ehemalige schwedische Unihockeyspielerin, die zwischen 2009 und 2020 für IKSU und KAIS Mora IF in der SSL gespielt hat. Sie gewann sechsmal die Unihockey-Weltmeisterschaft und wurde viermal als Weltunihockeyspielerin des Jahres ausgezeichnet. Sie wird als eine der besten Unihockey-Center aller Zeiten angesehen. Sie ist die beste Scorerin der Geschichte, sowohl im Nationalteam als auch in der SSL.

## Vereinskarriere
Wijk begann ihre Unihockey-Karriere bei ihrem Jugendverein IBK Alba. In der Saison 2005/06 debütierte sie in der schwedischen Division 1 (damals zweithöchste Spielklasse) für die erste Damenmannschaft von Sandvikens AIK. Nach nur einem Jahr wechselte sie zum Liga- und Lokalrivalen Gävle GIK. Erneut wechselte sie nach nur einer Saison innerhalb der Liga, diesmal zu RIG Umeå IBF in den hohen Norden Schwedens, 500 km fernab der Heimat. Dort konnte sie am Riksidrottsgymnasium (RIG, deutsch: Reichssportgymnasium) den Sport optimal mit ihrer Schulausbildung verbinden. Mit dem RIG-Team gewann sie in der Saison 2007/08 zwar die Nord-Staffel der Division 1, verpasste aber in der Aufstiegsrunde die Qualifikation für die SSL.
Neben dem Unterricht am RIG und ihren nachmittäglichen Auftritten im Trikot von RIG Umeå IBF erfüllte sich Anna Wijk dennoch ihren Traum von der SSL und schloss sich parallel dem SSL-Team von IKSU an, das ebenfalls in Umeå spielte. Dort erreichte sie auf Anhieb das Endspiel um die schwedische Meisterschaft, welches IKSU mit 6:7 nach Verlängerung gegen Rönnby IBK verlor. Früher in der Saison hatte sie mit IKSU bereits den europäischen Champions Cup gewonnen (9:5 im Finale gegen den UHC Dietlikon). Nach dem erfolgreichen Schulabschluss wechselte Anna Wijk erneut, diesmal innerhalb der SSL zu KAIS Mora IF, um näher bei der Familie zu sein. Dort hatte sie die erfolgreichste Zeit ihrer Karriere, blieb dem Verein bis 2020 treu und gewann in der Saison 2014/15 ihre einzige schwedische Meisterschaft.
Während der Saison 2020/21, bereits in der Spätphase ihrer Karriere, wechselte sie zu Storvreta IBK in die zweitklassige Allsvenskan. In der Saison 2021/22 kam sie verletzungsbedingt nicht mehr zum Einsatz. Am 1. Februar 2022 gab sie zunächst ihr Karriereende bekannt. Sie kehrte aber zur Saison 2023/24 noch ein letztes Mal zurück, diesmal im Trikot von AIK Innebandy, ebenfalls in der Allsvenskan. Dort scheiterte sie in den Aufstiegsspielen zur SSL und beendete anschließend ihre Karriere endgültig.

## Nationalmannschaft
Zwischen 2009 und 2019 nahm Anna Wijk mit der schwedischen Nationalmannschaft an sechs Weltmeisterschaften teil und gewann jedes Mal den Titel. 2010 konnte sie außerdem – bereits als amtierende Weltmeisterin bei den Seniorinnen – die U19-Weltmeisterschaft gewinnen.

### WM-Teilnahmen
| Jahr | Gastgeber  | Platzierung |
| ---- | ---------- | ----------- |
| 2009 | Schweden   | Weltmeister |
| 2011 | Schweiz    | Weltmeister |
| 2013 | Tschechien | Weltmeister |
| 2015 | Finnland   | Weltmeister |
| 2017 | Slowakei   | Weltmeister |
| 2019 | Schweiz    | Weltmeister |

### U19-WM-Teilnahmen
| Jahr | Gastgeber  | Platzierung |
| ---- | ---------- | ----------- |
| 2008 | Polen      | 2. Platz    |
| 2010 | Tschechien | Weltmeister |

## Persönliche Auszeichnungen
2014, 2016 und 2017 wurde Anna Wijk (jeweils als Spielerin von KAIS Mora IF) vom nationalen Verband als Schwedens Unihockey-Spielerin des Jahres ausgezeichnet. Daneben erhielt sie neunmal (2010 mit IKSU, 2012 sowie 2014–2020 mit KAIS Mora IF) den Preis als bester Center, darunter siebenmal in Folge zwischen 2014 und 2020. 2009 wurde sie als Rookie (deutsch: Neuentdeckung) des Jahres geehrt.
Neben zahlreichen Auszeichnungen auf nationaler Ebene wurde Anna Wijk vom Weltfloorballverband IFF in den Jahren 2014, 2015, 2016 und 2019 zur Weltunihockeyspielerin des Jahres gewählt. Damit hält sie gemeinsam mit Veera Kauppi den Rekord für die meisten Auszeichnungen.

## Nach der Karriere
Anna Wijk hat parallel zu ihrer sportlichen Laufbahn bei KAIS Mora IF an der Hochschule Dalarna Lehramt studiert (2013 – 2017) und nach dem Abschluss zwei Jahre als Lehrerin in Teilzeit an einer städtischen Schule in Mora unterrichtet. Heute arbeitet sie als Ausbilderin für staatlich anerkannte Sportpädagogik (NIU) am Midsommarkransens gymnasium in Stockholm und vermittelt den Schülern dort ihre Unihockey-Kenntnisse.